# Linha Azul (Metro Lissabon)
| Karte |       |                                                                    |                                        |
| Streckenlänge: | 13 km |                                                                    |                                        |
| |       |                                                                    |                                        |
| \| \| \| Hospital Amadora-Sintra geplant \| \| \| \| Amadora-Centro geplant \| \| \| \| Atalaia geplant \| \| \| \| Reboleira Anschluss an Linha de Sintra \| \| \| \| Amadora Este \| \| \| \| Alfornelos \| \| \| \| Depot PMO III \| \| \| \| Pontinha \| \| \| \| Carnide \| \| \| \| Benfica geplant \| \| \| \| Uruguai geplant \| \| \| \| Colégio Militar/Luz \| \| \| \| Alto dos Moinhos \| \| \| \| Laranjeiras \| \| \| \| Jardim Zoológico Anschluss an Bahnhof Sete Rios (Linha de Cintura) \| \| \| \| Praça de Espanha \| \| \| \| ehem. Abzweigung zum Depot PMO I \| \| \| \| geplante Verbindung zur Linha Vermelha \| \| \| \| São Sebastião Anschluss zur Linha Vermelha \| \| \| \| Parque \| \| \| \| Verbindungsstrecke zur Linha Amarela \| \| \| \| Marquês de Pombal Anschluss zur Linha Amarela \| \| \| \| Avenida \| \| \| \| Restauradores Anschluss an Bahnhof Rossio (Linha de Sintra) \| \| \| \| Verbindung zur Linha Verde \| \| \| \| Baixa-Chiado Anschluss an Linha Verde \| \| \| \| Terreiro do Paço Anschluss an Fährterminal Terreiro do Paço \| \| \| \| Alfândega geplant \| \| \| \| Santa Apolónia Anschluss an Linha do Norte \| |       |                                                                    |                                        |
| U-Bahn-Kopfbahnhof Streckenanfang (Strecke außer Betrieb) (im Tunnel) |       | Hospital Amadora-Sintra geplant                                    | Hospital Amadora-Sintra geplant        |
| U-Bahn-Haltepunkt / Haltestelle (Strecke außer Betrieb) (im Tunnel) |       | Amadora-Centro geplant                                             | Amadora-Centro geplant                 |
| U-Bahn-Haltepunkt / Haltestelle (Strecke außer Betrieb) (im Tunnel) |       | Atalaia geplant                                                    | Atalaia geplant                        |
| |       | Reboleira Anschluss an Linha de Sintra                             |                                        |
| U-Bahn-Kopfbahnhof Strecke bis hier außer Betrieb (im Tunnel) |       | Amadora Este                                                       | Amadora Este                           |
| U-Bahn-Haltepunkt / Haltestelle (im Tunnel) |       | Alfornelos                                                         | Alfornelos                             |
| U-Bahn-Abzweig geradeaus, nach links und von links (im Tunnel) · U-Bahn-Betriebs-/Güterbahnhof Streckenende und quer (im Tunnel) |       | Depot PMO III                                                      | Depot PMO III                          |
| U-Bahn-Haltepunkt / Haltestelle (im Tunnel) |       | Pontinha                                                           | Pontinha                               |
| U-Bahn-Haltepunkt / Haltestelle (im Tunnel) |       | Carnide                                                            | Carnide                                |
| ehemaliger U-Bahn-Haltepunkt / Haltestelle (im Tunnel) |       | Benfica geplant                                                    | Benfica geplant                        |
| ehemaliger U-Bahn-Haltepunkt / Haltestelle (im Tunnel) |       | Uruguai geplant                                                    | Uruguai geplant                        |
| U-Bahn-Haltepunkt / Haltestelle (im Tunnel) |       | Colégio Militar/Luz                                                | Colégio Militar/Luz                    |
| U-Bahn-Haltepunkt / Haltestelle (im Tunnel) |       | Alto dos Moinhos                                                   | Alto dos Moinhos                       |
| U-Bahn-Haltepunkt / Haltestelle (im Tunnel) |       | Laranjeiras                                                        | Laranjeiras                            |
| |       | Jardim Zoológico Anschluss an Bahnhof Sete Rios (Linha de Cintura) |                                        |
| U-Bahn-Haltepunkt / Haltestelle (im Tunnel) |       | Praça de Espanha                                                   | Praça de Espanha                       |
| U-Bahn-Abzweig geradeaus und ehemals von links (im Tunnel) |       | ehem. Abzweigung zum Depot PMO I                                   | ehem. Abzweigung zum Depot PMO I       |
| U-Bahn-Abzweig geradeaus und ehemals nach rechts (im Tunnel) |       | geplante Verbindung zur Linha Vermelha                             | geplante Verbindung zur Linha Vermelha |
| |       | São Sebastião Anschluss zur Linha Vermelha                         |                                        |
| U-Bahn-Haltepunkt / Haltestelle (im Tunnel) |       | Parque                                                             | Parque                                 |
| U-Bahn-Abzweig geradeaus und nach rechts (im Tunnel) |       | Verbindungsstrecke zur Linha Amarela                               | Verbindungsstrecke zur Linha Amarela   |
| |       | Marquês de Pombal Anschluss zur Linha Amarela                      |                                        |
| U-Bahn-Haltepunkt / Haltestelle (im Tunnel) |       | Avenida                                                            | Avenida                                |
| |       | Restauradores Anschluss an Bahnhof Rossio (Linha de Sintra)        |                                        |
| U-Bahn-Abzweig geradeaus und nach links (im Tunnel) |       | Verbindung zur Linha Verde                                         | Verbindung zur Linha Verde             |
| |       | Baixa-Chiado Anschluss an Linha Verde                              |                                        |
| |       | Terreiro do Paço Anschluss an Fährterminal Terreiro do Paço        |                                        |
| ehemaliger U-Bahn-Haltepunkt / Haltestelle (im Tunnel) |       | Alfândega geplant                                                  | Alfândega geplant                      |
| |       | Santa Apolónia Anschluss an Linha do Norte                         |                                        |

Die Linha Azul, auch Linha da Gaivota genannt, ist eine U-Bahn-Linie der Metro Lissabon. Mit 13 Kilometern Länge ist sie die längste Linie des gesamten Netzes, sie bedient 18 Stationen. Der Abschnitt Jardím Zoólogico–Restauradores ist eines der ersten Teilstücke von 1959. Als eigenständige Linie existiert die Linha Azul seit 1993. Auf dem Liniennetzplan ist sie blau eingezeichnet.

## Geschichte

### Teil der ersten Lissabonner U-Bahn-Linie
Das Teilstück zwischen Sete Rios (heute Jardim Zoológico) und Restauradores ging am 29. Dezember 1959 als Teil des damaligen Y-Netzes, das von Restauradores nach Sete Rios bzw. Entre Campos führte. Die Stationen wurden mit Azulejos nach Plänen der Künstlerin Maria Keil entworfen. Bis 1972 wurde die Linie über Rossio nach Nordosten zum U-Bahnhof Alvalade verlängert. 1988 wurde die Strecke von Sete Rios aus nach Colégio Militar/Luz verlängert. Grund für diese Maßnahme war die Erschließung des dicht besiedelten Stadtteils Benfica und um eine Alternative zur Linha de Sintra zu schaffen.

### Die Schaffung einer eigenständigen Linie
1990 wurde ein Ausbauplan vorgelegt, der eine neue Verbindung des Entre Campos-Astes, die inzwischen bei der Universität endete, mit dem Alvalade-Ast im neuen U-Bahnhof Campo Grande zusammenzuführen. Diese neue Linie wäre eine Ringlinie mit einem Ast gewesen, analog zur Circle Line in London. Aus diesem Grund wurde das Netz aufgeteilt. In eine blaue Linie von Colégio Militar/Luz nach Campo Grande und die gelbe von Campo Grande nach Rotunda, wo die Verknüpfung der beiden Linien zustande kam. Anlässlich der Expo 98 wurde das gesamte Netz 1997 umstrukturiert: Zunächst wurde die Linie nach Pontinha verlängert. Dann wurde die blaue Linie auf den Zuglauf Restauradores–Pontinha reduziert, der Ostast sollte zu einer neuen Linie, der grünen Linha Verde werden. Der Plan sah auch vor, dass beide Linienäste je einen der Kopfbahnhöfe am Tejoufer endeten. Der Ostast sollte nach Cais do Sodré führen, der Westast nach Santa Apolónia mit einem Zwischenhalt am Terreiro do Paço. Eine Verknüpfung der beiden Äste sollte im neu geschaffenen U-Bahnhof Baixa-Chiado gewährleistet werden. Baubeginn war 1997, die Verlängerung beider Linien sollte 1998 in Betrieb gehen. Die Linha Verde führt seit dem 25. April 1998 von Campo Grande her nach Cais do Sodré. Die Strecke Restauradores–Rossio wird seitdem nur noch für Überführungsfahrten genutzt. Am 8. August 1998 erreichte auch die Linha Azul Baixa-Chiado. Beim Bau der Fortsetzung nach Santa Apolónia gab es einen Wassereinbruch und es gab Schwierigkeiten mit dem komplizierten Untergrund, so dass diese Strecke erst am 19. Dezember 2007 in Betrieb genommen werden konnte. 
In der Zwischenzeit wurden 1998 diverse Bahnhöfe umbenannt: Sete Rios erhielt den Namen Jardím Zoólogico und Rotunda hieß neu Marquês de Pombal. 2004 wurde die Neubaustrecke von Pontinha nach Amadora Este in Betrieb genommen, um die drittgrößte Stadt Portugals an Lissabon anzuschließen. Zusammen mit der zeitgleich erfolgten Verlängerung der Linha Amarela nach Odivelas erreichte die Metro Lissabon erstmals Gebiete außerhalb der Stadtgrenzen. Durch die Verlängerung der Linha Vermelha 2009 wurde São Sebastião zu einem Umsteigeknoten umgebaut. Am 14. April 2016 wurde die Verlängerung zum U-Bahnhof Reboleira beim gleichnamigen Amadorenser Bahnhof eröffnet.

## Anschlüsse

### Eisenbahn und Fähre
Abgesehen vom im April 2016 vollendeten Knoten Reboleira mit der Linha de Sintra umfasst die Linha Azul weitere Umsteigeknoten mit der Eisenbahn. Vom U-Bahnhof Jardím Zoólogico führen direkte Verbindungswege zum Bahnhof Sete Rios an der Linha de Cintura und Restauradores ist mit dem Bahnhof Rossio verknüpft. Der Endpunkt Santa Apolónia liegt unterhalb des gleichnamigen Hauptbahnhofes an der Linha do Norte. Terreiro do Paço ist mit dem gleichnamigen Fährterminal an der Praça do Comércio verbunden.

### U-Bahn
Die Linha Azul ist mit jeder anderen U-Bahn-Linie genau einmal verbunden: Mit der Linha Vermelha in São Sebastião, mit der Linha Amarela in Marquês de Pombal und mit der Linha Verde in Baixa-Chiado.

## Trivia
- Die Linha Azul ist die einzige Linie des Netzes, welche vollständig unterirdisch verläuft. Die grüne und die gelbe Linie sind im Bereich Campo Grande oberirdisch, die rote quert die Linha de Cintura auf einem Viadukt.

## Zukunft

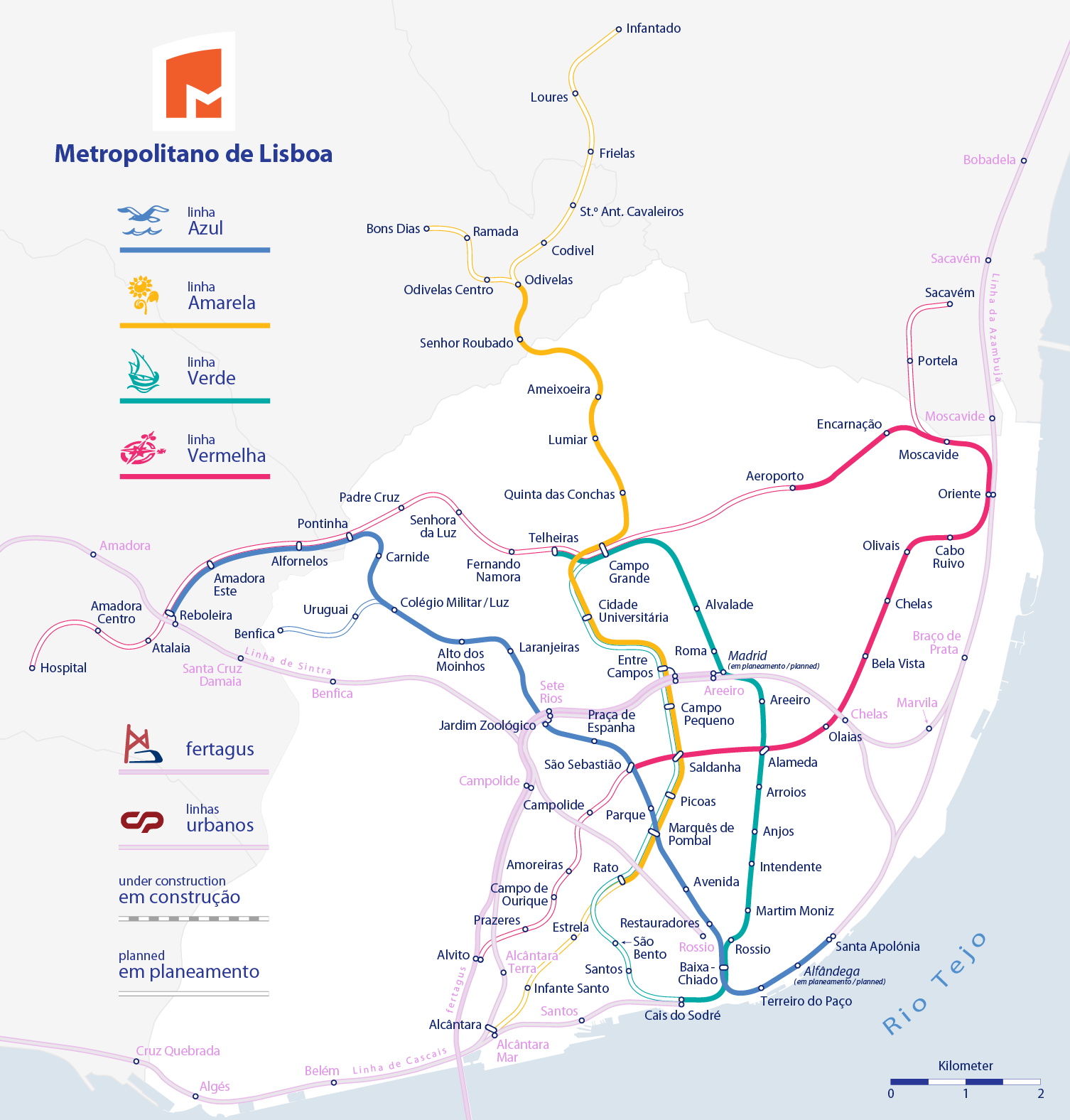
Ausbauplanungen der Metro Lissabon bis 2020

- Ein weiteres Projekt, veröffentlicht am 30. Juli 2009, sah vor, dass Reboleira nicht Endstation bleiben soll, die Strecke soll ins Stadtzentrum Amadoras zum Hospital Amadora-Sintra verlängert werden. Nebst der Endstation sind zwei Zwischenstationen vorgesehen. Die Kosten würden sich auf 214 Millionen Euro belaufen, die Fertigstellung sollte 2015 erfolgen.[2] Aufgrund der finanziellen Schieflage Portugals ist das Projekt jedoch vorübergehend auf Eis gelegt. Die Strecke könnte langfristig auch von der Linha Vermelha befahren werden, falls deren Verlängerung von Aeroporto nach Amadora verwirklicht würde.
- Zwischen Santa Apolónia und Terreiro do Paço wäre der Bau einer Station Alfândega vorgesehen.
- Des Weiteren wäre noch der Bau zweier Stationen auf der bestehenden Strecke zwischen Carnide und Colégio Militar/Luz vorgesehen: Benfica und Uruguai